# Грюни, Паскаль
Паскаль Грюни (фр. Pascale Gruny; род. 18 февраля 1960, Камбре — французский политик, сенатор от департамента Эна, бывший депутат Национального Собрания Франции.

## Биография
По профессии финансовый директор, Паскаль Грюни начала заниматься политикой в 1983 году, когда она была избрана в совет поселка Оффуа в департаменте Сомма; в 1989—1995 годах занимала пост вице-мэра Оффуа.
С 2001 года Паскаль Грюни активно участвует в политической жизни соседнего с Соммой департамента Эна — она была избрана в состав муниципального совета города Сен-Кантен по списку партии Союз за народное движение, возглавляемому будущим сенатором Пьером Андре. В июне 2002 года она впервые стала заместителем кандидата в депутаты Национального Собрания по 2-му избирательному округу департамента Эна Ксавье Бертрана. В мае 2004 года, после назначения Бертрана на должность государственного секретаря, заняла его места в Национальном Собрании. Впоследствии ещё дважды, в 2007 и 2012 годах, Паскаль Грюни выступала на выборах в Национальное собрание в качестве заместителя Бертрана и в общей сложности более шести лет заседала в Бурбонском дворце.
В июне 2009 года Грюни под 4-м номером прошла в Европейский Парламент от списка «Союза за народное движение» по округу Северо-Запад, но после назначения Бертрана на должность министра социальных дел в декабре 2010 года покинула Европейский Парламент и вернулась в Национальное Собрание Франции.
Паскаль Грюни вошла под номером 2 в список Союза за народное движение Антуана Лефевра на выборах в Сенат 1 октября 2014 года и была избрана. В сентябре 2020 года переизбрана в Сенат в составе того же списка. 6 октября 2020 года была избрана вице-президентом Сената.
В апреле 2015 года Паскаль Грюни в паре с Тома Дюдбу победила на выборах в новый орган ― Совет департамента Эна от кантона Сен-Кантен-2, до 2017 года была вице-президентом этого Совета.
В январе 2013 года награждена высшей наградой Франции — Орденом Почётного легиона.

## Занимаемые выборные должности
14.03.1983 — 19.03.1989 — член совета Оффуа 

20.03.1989 — 18.06.1995 — вице-мэр Оффуа 

18.03.2001 — 16.03.2008 — член городского совета Сен-Кантена

01.05.2004 — 19.06.2007 — депутат Национального Собрания Франции от 2-го избирательного округа департамента Эна

20.07.2007 — 16.02.2009 — депутат Национального Собрания Франции от 2-го избирательного округа департамента Эна

14.12.2010 — 19.06.2012 — депутат Национального Собрания Франции от 2-го избирательного округа департамента Эна

с 01.10.2014 — сенатор от департамента Эна 

с 02.04.2015 — член Совета департамента Эна от кантона Сен-Кантен-2